# Османцева, Александра Григорьевна
Александра Григорьевна Османцева (Османян; 1921 — 2010) — участник Великой Отечественной войны, техник-авиамеханик 46-го гвардейского ночного бомбардировочного авиационного полка 325-й ночной бомбардировочной авиационной дивизии.

## Биография
Родилась 15 октября 1921 года в г. Ставрополе, где окончила школу.
Александра решила стать лётчицей, а так как в Ставрополе своего аэроклуба не было, она поехала учиться в Махачкалу. Год там проучилась на «отлично», и её вместе с ещё тремя лучшими выпускниками направили в Ульяновское летное училище. Но её лётная карьера не состоялась, так как не прошла медицинскую комиссию по росту: при необходимом минимуме 150 см — её рост составил 148 см. Османцевой сказали: «Не переживайте, у нас есть отделение авиамехаников, поступайте пока туда. Подрастете и переведем на летное отделение».
Но перевестись не получилось. Александра попала на ускоренное обучение и уже через год, в 1940 году, её, как и троих её друзей, направили на работу в тот же Махачкалинский аэроклуб. А ещё через год началась война. Их аэроклуб отправили в Телави (Грузия) — нужно было готовить будущих летчиков. И Османцева, хорошо разбиравшаяся в авиатехнике, преподавала курсантам предмет «Материальная часть самолета».
Все изменилось в конце 1942 года, когда по приказу Сталина Герой Советского Союза Марина Раскова стала набирать женские авиационные полки. Александра Османцева попала в 46-й полк ночных бомбардировщиков. Служила механиком, готовила самолёты к боевым вылетам. Обслужила 581 боевой вылет.
Османцева участвовала в битве за освобождение Кубани, Крыма и Белоруссии. Дошла до Германии. Закончилась война для Александры Григорьевны в Москве — на параде Победы, в котором участвовал и 46-й Гвардейский Таманский женский полк ночных бомбардировщиков.
После войны жила в Ставрополе, после выхода на пенсию была председателем клуба «Фронтовичка» Промышленного района Ставрополя, вела общественную работу.

## Награды
- Награждена орденами Отечественной войны 1 и 2 степеней, Красной Звезды и медалями, среди которых «За боевые заслуги» и «За победу над Германией».